# Logan Pearsall Smith

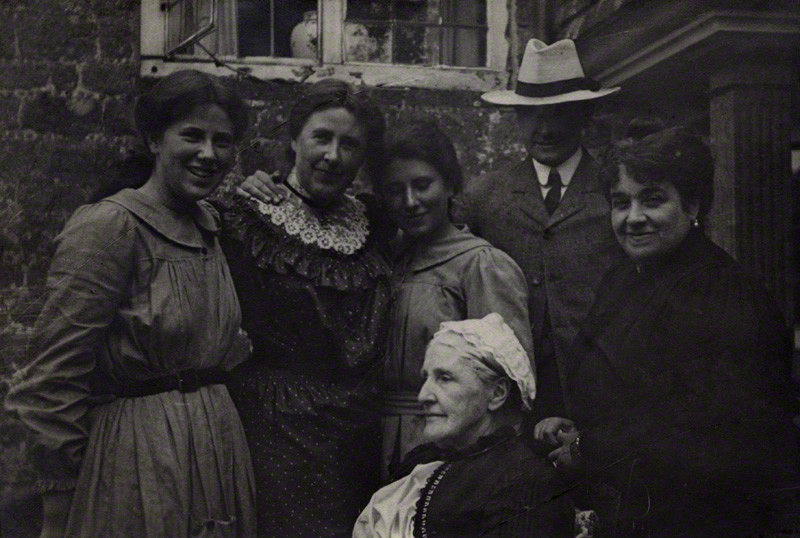
Lady Henry Somerset with Hannah Whitall Smith, Mary Brenson, Logan Pearsall Smith, Karin Stephen und Ray Strachey

Logan Pearsall Smith (* 18. Oktober 1865 in Millville, New Jersey; † 3. März 1946 in London) war ein britischer, aus den USA stammender Schriftsteller, Aphoristiker und Literaturkritiker.

## Familie
Logan Pearsall Smith stammte aus einer wohlhabenden Quäkerfamilie aus New Jersey. Seine Mutter Hannah Whitall Smith war die Tochter eines reichen Glasfabrikanten. Sein Vater Robert Pearsall Smith war ein Nachkomme des Politikers James Logan (1674–1754), einem langjährigen Berater William Penns und Oberster Richter Pennsylvaniens im 18. Jahrhundert. Beide Eltern waren Erweckungsprediger und betätigten sich als Schriftsteller.
Seine Schwester Alys Pearsall Smith war die erste Frau von Bertrand Russell, seine Schwester Mary Smith war in zweiter Ehe mit dem Kunsthistoriker Bernard Berenson verheiratet. Smith selbst blieb unverheiratet.

## Leben
Smith, der als Kind mit seiner Familie eine Zeitlang in England lebte, besuchte die William Penn Charter School in Philadelphia.  Smith weigerte sich in den Familienbetrieb einzusteigen und studierte stattdessen, von der Familie finanziell großzügig unterstützt, am Haverford College in Harvard, und am Balliol College der Universität Oxford, wo er sein Philologiestudium 1891 abschloss. Nach dem Studium hielt er sich in England – abwechselnd in seiner Londoner Wohnung oder auf dem Land – in Paris und in verschiedenen Ländern Europas auf, war schriftstellerisch tätig und lebte ein Leben als Flaneur. 1913 nahm er die britische Staatsbürgerschaft an. U. a. beschäftigte er sich während dieser Jahre mit dem englischen Diplomaten und Dichter Henry Wotton, über den er ein zweibändiges Werk verfasste.
Smith stand der Bloomsbury Group nahe, mehrere seiner Arbeiten wurden von der Hogarth Press herausgebracht.

## Werk
Als sein Hauptwerk gilt das Buch Trivia. Die Sammlung von Prosaskizzen ist zwischen 1902 und 1933 entstanden und wurden von Smith immer wieder überarbeitet. Die ausgefeilten, oft ironischen Prosastücke stehen in der Tradition von Baudelaires „Spleen de Paris“ und enthalten Reflexionen über das eigene Leben als auch Beschreibungen und Überlegungen über unscheinbare Alltagsbegebenheiten.

## Rezeption in der Literatur
Logan Pearsall Smith diente Virginia Woolf als Vorbild für die Figur des Nicholas Green in ihrem Roman Orlando, dessen Ansichten und Meinungen teils wörtliche oder sinngemäße Zitate aus Smiths in der Hogarth Press publiziertem Pamphlet „The Prospects of Literature“ sind.

## Zitate
„Nach zwei Dingen muss man im Leben trachten: Das zu erlangen, was man haben will, und es genießen. Nur die Weisesten bringen das Zweite fertig.“

„Die, die sich daran machen, Gott und dem Mammon zu dienen, werden bald entdecken, dass es keinen Gott gibt“

## Zitatsammlungen
- Zitate, engl.
- Zitate, engl.

## Werke (Auswahl)
Von seinen zahlreichen Erzählungen und literarischen Werken wurde bisher nur Trivia ins Deutsche übersetzt.
- Trivia.  1902; More Trivia. New York 1921; All Trivia. Trivia, more trivia, afterthoughts, last words. Collection. 1933. Deutsche Übersetzung:

Trivia. Aus d. Engl. und mit einem Nachwort von Friedhelm Kemp. Zürich: Manesse 2003. ISBN 978-3-7175-2014-6
- Anglo-American Copyright …. Harvard University, 1887.  ISBN 978-1-272-54588-8
- The Youth of Parnassus, and other stories. 1895.
- Life and Letters of Sir Henry Wotton. 2 Bde. [1907]. Nachdruck  Oxford: Clarendon Press 1966. ISBN 1-176-53186-7

Der erste Band enthält eine Biographie Wottons, der zweite eine Sammlung von 511 persönlichen und diplomatischen Briefen Wottons aus der Zeit von 1589 bis 1639.
- Little Essays Drawn from the Writings of George Santayana . [1920].
- English Idioms. 1923.
- Four Words. Romantic, Originality, Creative, Genius. Oxford, Clarendon Press 1924.
- Unforgotten Years. 1939.

Autobiographie.
- Milton and His Modern Critics. Oxford Univ. Press 1942.